# جون ستوري (سياسي)
جون ستوري (بالإنجليزية: John Storey)‏ هو سياسي أسترالي، ولد في 15 مايو 1869 في أستراليا، وتوفي في 5 أكتوبر 1921 في أستراليا بسبب التهاب الكلى. حزبياً، نشط في حزب العمال الأسترالي. وقد انتخب عضو الجمعية التشريعية نيو ساوث ويلز وانتخب Premier of New South Wales ‏ (13 أبريل 1920 – 5 أكتوبر 1921).